# Втора фаза от участието на България във войната срещу Третия райх
Втората фаза от участието на България във войната срещу Германия е период от участието на България във Втората световна война против Германия от 1 декември 1944 до 15 май 1945 г., когато България участва във войната срещу Хитлеристка Германия с Първа българска армия, командвана от генерал-лейтенант Владимир Стойчев на териториите на Югославия, Унгария и Австрия.

## Предистория
На 28 октомври 1944 г. в Москва е подписано Примирие на България с Антихитлеристката коалиция, с което Българската държава се задължава да изпрати свои въоръжени сили на фронта за участие във войната срещу Хитлеристка Германия. Съгласно това на 30 октомври 1944 г. се състои среща на главнокомандващия Българската армия генерал Иван Маринов с командващия Трети украински фронт на съветската армия маршал Фьодор Толбухин, на която са договорени параметрите на участието на Българската народна войска във Втория период на войната. На тази основа на 1 декември 1944 г. с Решение на правителството на България е формирана Първа българска армия, командвана от генерал-лейтенант Владимир Стойчев, начисляваща 130 хил. души.

## Бойни действия и операции

### Сремска операция
През януари 1945 г. Първа българска армия настъпва в северната част на Югославия по граничните райони с Унгария против германските войски, окопали се в района на Срем и води тежки боеве до 29 януари 1945 г. От 30 януари 1945 г. Първа българска армия се прехвърля на територия на Унгария в южната и част, където заема позиции около река Драва.

### Дравска операция
Дравската операция или Дравска епопея е най-героичната отбранителна операция на българската армия по време на Втората световна война срещу войски на Третия райх, настъпващи в района на Нагятад – Хересне в опит да създадат предмостие на северния бряг на река Драва. Тя е част от отбранителната Балатонска операция на Червената армия от периода 6 до 21 март 1945. На Първа българска армия с командващ ген.-лейтенант Владимир Стойчев е поставена задача за упорита отбрана по северния бряг на Драва. В процеса на подготовката със заповед на командващия армията на 17 февруари 1945 г. са формирани два корпуса – 3-ти и 4-ти. За тяхното управление от България са изпратени два напълно окомплектовани с офицерски състав корпусни щаба. Трети корпус с командващ ген. лейтенант Тодор Тошев заема позиции на западния участък, граничещ на север с разграничителната линия на Първа българска армия със съседната от север 57-а Съветска армия от III Украински фронт, Кадаркут – Надкорпад – Йотвьошкони; на юг – река Драва; на запад – каналът Риняпатак и на изток – разграничителната линия с Четвърти корпус на Първа българска армия.
Четвърти корпус, командван от ген.-лейтенант Стоян Трендафилов, заема позиции за отбрана на южния, т.нар. дравски участък, с югоизточна разграничителна линия с 3-та югославска армия Мадярбой (днес Бой) – Беременд – Торянц, на юг и югозапад северния бряг на Драва, на северозапад разграничителната линия с Трети корпус Сигетвар – Даран – Барч.
В състава на Трети и Четвърти корпус влизат следните подразделения:
| Първа армия | командващ ген.-лейтенант Владимир Стойчев, помощник командващ ген.-майор Щерю Атанасов, началник-щаб ген. Петър Хаджииванов             |                                |                                            |
| Трети корпус | командващ ген.-лейтенант Тодор Тошев | Четвърти корпус                | командващ ген.-лейтенант Стоян Трендафилов |
| --- | --- | ------------------------------ | ------------------------------------------ |
| 8-а пехотна Тунджанска дивизия | командир ген.-майор Борис Харизанов | 3-та пехотна балканска дивизия | командир ген.-майор Васил Любенов          |
| 10-а пехотна родопска дивизия | командир ген.-майор Иван Хубенов | 11-а пехотна дивизия           | командир ген.-майор Ангел Доцев            |
| 12-а пехотна дивизия | командир ген.-майор Стефан Таралежков                                                                                                   | Корпусни части                 |                                            |
| 16-а пехотна беломорска дивизия | ген.-майор Цоньо Ганев |                                |                                            |
| Армейски части и армейски служби: 1-ва армейска моторизирана дружина и 1-ва армейска бронирана дружина въоръжени с моторни коли и танкове, 1-ви армейски етапен полк, армейска военно охранителна дружина, армейска санитарна служба, армейско интендантство, щабна рота | Командир на 1-ва армейска моторизирана дружина полковник Иван Иванов, Командир на 1-ва армейска бронирана дружина полковник Петър Дичев |                                |                                            |

Хитлеристкото настъпление има за цел да отвлече главните съветски сили от Берлин, да обкръжи и унищожи 57-а Съветска и Първа българска армия и да достигне река Дунав. Вермахтът нанася три удара:
1) основен – между езерата Балатон и Веленцейто по направление на Дунафьолдвар;
2) срещу силите на 57-а Съветска армия и българската 10-а пехотна дивизия по направление на Печ;
3) през Драва, при Долни Михоляц, срещу 4-ти Български корпус и при Валпово срещу 3-та Югославска армия.
Пробивът по направлението на главния удар е спрян от съветските войски на 15 март. В боевете при Дравачехи, Дравасоболч и Драваполконя авангардни боеве с германския 46-и моторизиран корпус водят българските Първа армейска моторизирана дружина и Първа армейска бронирана дружина като българските моторизирани части нанасят челен контраудар на германците, освобождавайки заедно с 16-а пехотна дивизия Дрвачехи, докато бронираната дружина с танкове заедно с 12-а пехотна дивизия нанасят втори контраудар. Настъплението в стика между 57-а Съветска армия и българската 10-а пехотна дивизия е спряно с помощта на 12-а пехотна дивизия. Опитът за подновяването му е спрян на 10 март. В района на Долни Михоляц хитлеристките войски успяват да форсират Драва и да създадат предмостие с дължина 18 – 20 километра и дълбочина 5 – 6 километра. Тяхното настъпление е спряно с помощта на две дивизии от 133-ти съветски корпус и части на българските моторизирана и бронирана дружина. От 12 до 19 март, след ожесточени боеве при селата Дравасоболч, Дравапалконя, Дравачехи, с помощта на 1-ва армейска моторизирана дружина и 16-а пехотна дивизия предмостието е ликвидирано, войските на Вермахта са отхвърлени на юг от Драва и отбраната на българите в участъка е стабилизирана. До 21 март, с помощта на български (части на моторизираната и бронираната дружини и 12-а и 16-а пехотни дивизии) и съветски части, 3-та югославска армия ликвидира предмостието при Валпово. Настъплението се подпомага от Втора италианска армия под командване на генерал Марио Роботи, водеща боеве на територията на Хърватия и Далмация срещу германските и хърватско усташките войски, като италианските части на 1-ви моторизиран полк, командван от ген. Джакомо Карбони съвместно с югославски партизани, притискат от южната страна на фронта германо-хърватско усташките сили, с което хитлеристите и усташите са обкръжени напълно.
Успешното провеждане на Дравската операция проваля настъпателните планове на Вермахта, спомага за създаване на условия за настъпателната Виенска операция на Червената армия и по този начин ускорява края на войната. Победата при Драва допринася и за бойния престиж на българската армия.
Загубите на българската армия наброяват 1614 убити, а ранените са около 2500.

### Мурска настъпателна операция
Мурската операция, наричана още Епопеята на Мур, е една от най-епичните настъпателни операции на българската армия по време на Втората световна война срещу войски на Третия райх, отбраняващи линията Кишбайом – Надкорпад – Нагятад – Хересне северно от река Драва. Проведена в периода 29 март до 13 май 1945 г. Целта на настъплението е да се прекрати използването от Вермахта на петролните извори в района на град Нагканижа.
Немските, унгарските и хърватските усташки войски създават три укрепени линии: първата – Ногбайон – Кишбайом – Нагятад – Харомфа, втората – укрепената линия „Маргит“ и третата – Мурско средишче – Чаковец – Вараждин. Пред тях като естествена бариера минават река Мур и каналът Принципалиш.
Бойните действия започват на 28 март 1945, след като на 27 март 1-ва армейска моторизирана дружина част от основните сили на Първа българска армия поема в направление Ногбайон с цел да се съсредоточи за преминаване в настъпление предвидено за 30 март и пристига там през нощта срещу 28 март. На другата страна на фронта са разположени германски военни части на 46-и моторизиран корпус на Вермахта, окопали се за отбрана. На разсъмване на 28 март предните отряди на противниците завързват артилерийски бой, който продължава през целия ден, а вследствие на доброто артилерийско прикритие цялата Първа българска армия настъпва с основните си сили по десния си фланг на 29 март 1945, съвместно с 57-а Съветска армия, а с по-малка част от силите си осигурява левия фланг по река Драва. Вследствие на успешното настъпление на съветските войски, хитлеристките части южно от езерото Балатон се оттеглят, което облекчава настъплението на българите. Българските войски – 1-ва армейска моторизирана дружина, 1-ва армейска бронирана дружина и 12-а и 16-а пехотни дивизии овладяват първата отбранителна линия, след тежки боеве завземат и втората, форсират канала Принципалиш и река Мур и преминават в отбрана на линията Велики Ког- – Ястребци до 7 май. На 7 май подновяват настъплението, преследват, доразгромяват и пленяват остатъците от Вермахта и на 13 май 1945 достигат подножието на Австрийските Алпи в околностите на Клагенфурт.

### Австрийска операция
Операцията започва след проведената от 29 март 1945 до 13 април 1945 г. След Мурска операция войските на Първа българска армия и Трети украински фронт на Съветската армия започват Виенската настъпателна операция, част от която е Австрийската операция на българската армия. В края на април и началото на май 1945 г. Първа българска армия разгромила германските войски в Унгария при река Мур преследва остатъците от германските подразделения, изтеглящи се в Австрия и навлиза в областта Каринтия. В боевете, които се водят по пътищата на Австрия, участват българските 12-а и 16-а пехотни дивизии и 1-ва армейска моторизирана дружина и 1-ва армейска бронирана дружина, както и др. армейски части и служби на Първа българска армия, които разгромяват окончателно хитлеристките групировки. На 8 май 1945 г. българската армия е при с. Фьолкермаркт близо до Клагенфурт, където командирът на Първа българска армия генерал Владимир Стойчев и помощник-главнокомандващия българската армия в министерство на войната генерал Фердинанд Козовски и представители на Трети украински фронт на съветската армия, се срещат с командира на 3-та британска армия генерал Уилям Кейтли.

### Чаковецка операция
Тя започва с деня, в който военните действия срещу Германия завършват на 9 май 1945 г. В нея Първа българска армия разгромява хърватско-усташките въоръжени части в района на град Чаковец, които отказват да капитулират пред българските войски след ултиматум, даден от командира на Първа армия генерал-лейтенант Владимир Стойчев. След упорити сражения в района на Чаковец на 15 май 1945 българската армия сломява хърватската съпротивата, като усташите капитулират и се предават в плен.